# 2063
Rok 2063 (MMLXIII) gregoriánského kalendáře začne v pondělí 1. ledna a skončí v pondělí 31. prosince.

## Předpokládané a naplánované události
- 28. června – 100. výročí postavení budovy Comcast
- 22. listopadu – 100. výročí atentátu na Johna Fitzgeralda Kennedyho
- 23. listopadu – 100. výročí první epizody pořadu Pán času